# Dooo It!
Dooo It! ist ein Lied der US-amerikanischen Sängerin Miley Cyrus, das auf ihrem fünften Studioalbum Miley Cyrus & Her Dead Petz am 30. August 2015 erschien. Cyrus trat an diesem Tag auch erstmals mit dem Song auf. Der Auftritt diente als Abschluss der Verleihung der MTV Video Music Awards 2015, die von Cyrus moderiert wurde.

## Komposition
Der Text des Liedes handelt überwiegend von „Cyrus’ Liebe für Marihuana und Frieden“. Cyrus schrieb und produzierte den Song gemeinsam mit The Flaming Lips.

## Liveauftritte
Cyrus trat mit dem Lied erstmals bei den MTV Video Music Awards 2015 auf. Neben ihr standen auch The Flaming Lips und viele Teilnehmer von RuPaul’s Drag Race auf der Bühne. Im November und Dezember 2015 sang Cyrus das Lied bei ihrer Milky Milky Milk Tour.

## Musikvideo
Im Musikvideo zu „Dooo It!“ ist Cyrus’ Gesicht als Nahaufnahme zu sehen. Sie raucht Marihuana, leckt Glitzer von ihrem Mund und gießt sich selbstgemachte bunte Gesichtsmasken über das Gesicht.
Das Video wurde im Juli 2015 gedreht. Veröffentlicht wurde es ebenso wie das Lied und das Album am 30. August 2015 und hat seitdem über 21 Millionen Aufrufe auf YouTube (Stand: November 2016) erhalten.